# A. 필립 랜돌프
아사 필립 랜돌프(Asa Philip Randolph, 1889년 4월 15일 ~ 1979년 5월 16일)는 미국의 노동조합원이자 인권활동가이다. 1925년 최초의 성공적인 아프리카계 미국인 주도의 노동조합인 브라더후드 오브 슬리핑 카 포터스를 조직하고 주도했다. 초기 인권운동 및 노동운동 시기에 랜돌프는 저명한 발언자였다. 차별주의자의 불공평한 노동 관습에 대항한 노동권 활동가들을 지속적으로 지지했는데 이는 프랭클린 D. 루스벨트 대통령이 1941년 Executive Order 8802를 발행할 수 있도록 한 계기가 되었다. 이는 제2차 세계 대전 중 방위산업 내의 차별을 금지한 것이었다. 이후 압박을 계속 성공적으로 유지하면서 해리 S. 트루먼 대통령은 새로운 인권법안을 내기에 이르렀다.

## 어린 시절
플로리다주 크레센트시티에서 가난한 집안에게 2명의 아들 중 둘째로 태어났다.  그 지역을 돌아다니며 다양한 작은 시골의 교회들을 다녔던 순회 목사였던 그의 부친은 또한 자신의 가족을 부양하는 데 재봉사로 일하기도 하였다.  랜돌프 가족은 종교와 교육을 강조하였다.  1903년 A. 필립 랜돌프는 자신이 우수했던 전흑인 남성 감리교 학교인 쿡먼 학회에 다녔다.  좋은 선수로서 지낸 것에 추가로 그는 연극, 대중 연설, 거창과 문학에서 특정한 실력을 보였다.  1907년 랜돌프는 자신의 클래스의 최고로 졸업하였다.  랜돌프는 대중 앞에서 낭독하고, 노래하고, 연극을 하면서 잭슨빌에서 다양한 종류의 일을 하였다.  북부에서 더욱 나은 취업 기회들과 적은 인종 차별을 찾아서 랜돌프는 1911년 4월 남부 흑인들의 북부로 대이동에 가입하였다.  그는 뉴욕 할렘으로 향하여 웨이터, 운반인과 엘레베이터 작동자를 포함한 다양한 직업들을 보유하였다.  또한 그는 자신이 셰익스피어 연극들에 도전한 연극 동아리에 가입하기도 했다.  이 부분들을 통하여 랜돌프는 자신의 일생의 거의를 통하여 도움이 될 대중 연설 실력들을 개발하였다.  1914년 11월 랜돌프는 동료 회원 루실 캠벨 그린에게 결혼하였다.  부부는 자녀를 두지 않았다.

## 정치 활동
뉴욕에서 랜돌프는 컬럼비아 대학교의 로스쿨 학생 챈들러 오언을 만났다.  그들은 40 시간의 일주 노동 같은 개선된 근무 조건을 추구하고 있던 미국에서 자라나는 노동조합 활동으로 끌렸다.  조합 활동은 1910년대에 급진적 운동으로 숙고되었다.  그들은 또한 1916년 후순에 미국 사회당에 입당하였다.  정당은 대기업의 지배를 넘어선 개인적 시민들의 권리를 흥행하였다.  랜돌프와 오언은 가끔 할렘에서 거리 모퉁이들에 서면서 사회주의의 아이디어들을 흥행하고 흑인들의 노조 가입을 촉구하였다.  아직 대부분의 흑인들에게 사회주의와 노조들은 그들에게 관련성이 없는 백인 남성의 세상을 대표하였다.
1917년 랜돌프는 엘레베이터 작동자들의 조합을 결성하였다.  그와 오언은 또한 더욱 큰 뉴욕의 헤드웨이터와 사이트웨이터 사회 (The Headwaiters and Sidewaiters Society of Greater New York)를 위한 소식지 〈호텔 메신저〉를 발간하는 데 기용되기도 했다.  하지만 노동 문제들에 그들의 직위들은 조직을 위하여 너무 급진적이었고 8개월 만에 랜돌프와 오언을 해고되었다.  그들은 11월 단순하게〈메신저〉로 불린 자신들 소유의 잡지를 창조하였다.  1928년까지 발행된 메신저는 어떤 2만 6천명의 구독자들을 끌어들인 매우 존경받은 저널이 되었다.  메신저에서 랜돌프와 오언은 제1차 세계 대전이 일어난 동안 심지어 1918년 반전 의견을 표명한 것으로 자신들의 잠시 구속까지 많은 논란의 여지가 있는 견해들을 표명하였다.  그들의 활동은 지속적으로 확장되었다.  그들은 할렘에서 첫 흑인 사회주의 조직인 니그로 자유를 위한 친구들 (The Friends of Negro Freedom)을 결성하였고 지방 관공소의 직위들을 위하여 비성공적으로 출마하였다.

## 조합의 지도자
1920년대의 경제적 붐의 세월 동안 랜돌프의 급진적인 정치 노력들은 그들의 추종자를 잃었다.  흑인 근로자들을 결성하는 그의 시도들은 제한된 성공을 가졌다.  하지만 1925년 운반인들의 단체는 노동조합에 관하여 말하는 데 랜돌프를 초청하였다.  풀먼 컴퍼니는 철도의 승객들에게 서비스들을 제공하는 데 운반인들을 고용하였다.  운반인들은 자신들을 위하여 조합을 결성하는 데 랜돌프에게 의문하였다.  8월 25일 랜돌프는 대규모 회의에서 잠자는 차량의 운반인들을 위한 형제단 (The Brotherhood of Sleeping Car Porters)을 소개하였다.
랜돌프가 매우 유능한 지도자임이 증명되면서 형제단은 곧 권력에 올라갔다.  1928년 그것은 실력있는 기능의 근로자들의 다양한 형식들을 대표한 노동조합의 전국 연맹인 미국노동연맹 (The American Federation of Labor)로 받아들여졌다.  하지만 1929년 후순에 대공황의 도착은 1933년 새롭게 선출된 프랭클린 D. 루스벨트 대통령이 결성된 노동조합을 정식으로 인정한 법률 입법으로 서명했을 때까지 조합들의 효과를 되돌려 놓았다.  1935년 형제단은 산업에 의하여 정식 인정을 얻는 데 첫 흑인의 조합이 되었다.  1937년까지 그것은 근로 조건들에 풀먼과 함께 합의에 이르렀다.  합의는 운반인들에게 임금에서 추가적인 2백만 달러를 가져왔고 랜돌프의 국가적 명성을 거대하게 늘였다.
자신의 조합 활동에 추가로 랜돌프는 경제적 진보를 통하여 미국의 흑인들을 위한 인종적 평등을 포함한 사회적 변화를 위하여 지속적으로 압박하였다.  1935년 랜돌프는 새롭게 창조된 니그로 국민회의 (National Negro Congress)의 첫 회장이 되었다.  니그로 국민회의는 흑인 미국의 경제적 상황을 향상시키는 노력에 존재하는 전채의 흑인 정치 단체들을 조정하는 데 설계된 국가 조직이었다.

## 전시 기회

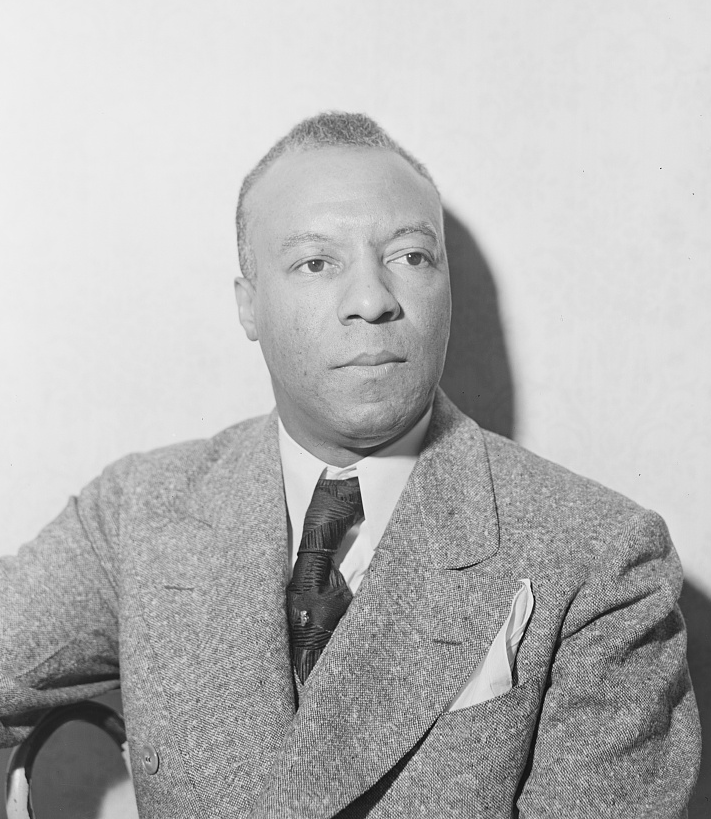
1942년의 랜돌프

1940년 미국에는 거의 1천 3백만명의 아프리카계 미국인들이 살았다.  그해 시작된 전쟁 생산을 위한 산업의 동원은 미국 흑인들의 경제적 향상을 위하여 새로운 기회를 제시하였다.  추가로 1940년 대통령 선거 캠페인이 열린 동안 민주당은 1936년 루스벨트 대통령이 받은 큰 흑인의 투표를 유지하는 목적에 민권을 위하여 일하는 데 약속하였다.  하지만 실망이 곧 돌아왔다.  산업이 그 근로자들을 증가시키기 시작하면서 흑인 근로자들의 사실상 퍼센티지는 쇠퇴하였다.  많은 산업들은 백인 근로자들 만을 찾았다.
랜돌프와 다른 흑인 지도자들은 대중 항의와 대규모 시위들을 포함한 조치를 취할 때라는 것을 결정하였다.  1941년 1월 랜돌프는 워싱턴 D. C.에 전국 행진을 촉구하였다.  5월 계획들은 7월 1일 최소한 1만명의 아프리카계 미국인들이 행진하는 데 세워졌다.  당시 루스벨트는 다가오는 전쟁 노력을 위하여 국민의 통합을 이루려고 시도하고 있었다.  그의 전임자 허버트 후버는 급여 보너스의 선지급을 원했던 수천명의 제1차 세계 대전 베테랑들이 워싱턴 D. C.에 행렬했을 때 1932년 홍보 재앙을 경험하였다.  루스벨트가 원했던 마지막의 것은 워싱턴 D. C.에 또다른 부끄러운 행진이었다.
6월 18일 아직 루스벨트는 랜돌프와 다른이들로부터 강한 항의들에 불구하고 미국 대법원으로 남부의 상원 제임스 F. 번스를 후보로 지명하였다.  후보 지명은 대통령과 흑인 지도자들 사이에 관계들을 더욱 더 긴장시켰다.  6일 훼 루스벨트는 행진이 취소될 수 있도록 그들의 고충을 해결하는 데 랜돌프와 전미 흑인 지위 향상 협회의 월터 화이트를 포함한 다른 흑인 지도자들과 만났다.  회의에 전쟁장관 헨리 L. 스팀슨을 포함하여 루스벨트 외에 몇몇의 정치적 지도자들이 있었다.  루스벨트는 랜돌프가 국가의 역사에서 아프리카계 미국인들에 의하여 큰 항의를 벌이는 데 능력이 있었다는 것을 알았다.  랜돌프는 루스벨트로부터 전쟁 산업에 의하여 기용에서 인종 차별을 금지하고 군대를 인종적으로 통합하는 임원을 요구하였다.  루스벨트는 전쟁 산업에서 인종 차별을 금지시키는 데 동의하였으나 스팀슨으로부터 조언과 함께 군사를 통합시키는 것이 아니었다.

## 공평 고용 관행 위원회
미국의 전쟁 산업이 근로자들을 고용하는 것에 차별하지 않았던 것을 보장하는 데 랜돌프로부터 압박 아래 공평 고용 관행 위원회 (The Fair Employment Practices Committee)가 루스벨트 대통령에 의하여 형성되었다.  공평 고용 관행 위원회는 그 첫 2년의 세월에 대리 업무에서 대리 업무로 반송되었다.  그것은 1941년 생산관리실에서 시작되어 그러고나서 전쟁 생산국으로, 그리고 전쟁 인력위원회로 갔다.  결국 1943년 3월 루스벨트는 비상 계획실의 일부로서 공평 고용 관행 위원회를 백악관 안에 놓았다.  인종 통합의 친구가 아니었던 번스 상원은 그것을 통제하였다.  하지만 번스는 공평 고용 관행 위원회에 관련된 대부분의 기업들을 또다른 백악관 보조인 조너선 대니얼스에게 지시하였다.  대니얼스는 인종 문제들에 루스벨트의 보조인이었다.
공평 고용 관행 위원회는 캘리포니아주 로스앤젤레스, 일리노이주 시카고, 앨라배마주 버밍햄과 뉴욕에서 전쟁 산업의 기용에서 흑인, 유대인과 멕시코계 미국인들에 대한 차별의 경우들을 문서화한 일련의 공청회를 개최하였다.  남부인들은 공평 고용 관행 위원회를 인종 투쟁을 퍼뜨리는 것으로 고발하였다.  논란이 커지면서 행정부는 공청회에 중단을 불렀다.  1943년 중순까지 공평 고용 관행 위원회는 전시의 워싱턴 D. C.에서 가장 논쟁적인 대리 업무들 중의 하나였다.  미국 하원에서 남부 민주당원들은 공평 고용 관행 위원회를 처음으로서 함께 확실한 대리 업무들을 조사하는 데 1944년 공청회를 열었다.  그것은 심지어 1944년 대통령 선거를 위한 주요 국내적 캠페인 문제가 되었다.
그 제한된 권력들에 불구하고 공평 고용 관행 위원회는 미국의 흑인들이 듣고 업무 관련 문제를 제기할 수 있던 토론회로 지냈다.  공평 고용 관행 위원회는 산업으로 군사 계약들이 종료되었을 때 정쟁에 이어 의회에 의하여 폐지되었다.
이어진 날 6월 25일 루스벨트는 직장에서 인종 차별을 금지하는 조건들이 포함된 전체의 정부 계약들을 요구한 행정명령 8802호를 내렸다.  계획을 실행하는 데 명령은 또한 대통령에 의하여 임명된 회원들과 함께 공평 고용 관행 위원회를 창조하기도 하였다.  랜돌프는 행진을 취소하였다.  그것은 그를 위하여 주요 승리였다.  행정명령은 겨우 남북전쟁 후에 1870년대 이래 평등권을 여기는 미국의 대통령에 의한 주요 활동이었다.  행정명령은 또한 1960년대 차별 철폐 조치 프로그램들을 앞선 차별 철폐 조치 계획이기도 했다.

## 쌓이는 논란
공평 고용 관행 위원회는 전쟁 동안 미국 본토에 가장 뜨거운 논란들 중의 하나가 되었다.  1943년의 여름 동안 전국에 걸쳐 일련의 인종 폭동들이 일어났다.  초기 발병들 중의 하나는 어떤 아프리카계 미국인들을 숙련된 용접 직위들로 흥행하는 데 앨라배마 드라이 독 앤드 쉽빌딩 컴퍼니를 지시한 공평 고용 관행 위원회의 명령으로부터 결과를 가져왔다.  백인 근로자들은 항의하여 인종적으로 갈라진 백인과 흑인 작업 승무원들 사이에 싸움들로 이끌었다.  어떤 80명의 근로자들은 앨라배마 주방위군이 질서를 회복하기 전에 부상을 당했다.  폭동들은 또한 로스앤젤레스, 텍사스주 보몬트와 펜실베이니아주 필라델피아에서 일어났다.  최악의 폭동은 6월 20일 미시간주 디트로이트에서 일어났다.  공평 고용 관행 위원회는 인종 불안의 주요 원인은 소수 민족들을 위하여 부족한 주택, 놀이 시설들과 대중 교통의 이용 가능이었다는 것을 주장하였다.  하지만 다른이들은 공평 고용 관행 위원회와 그 판결들을 문제를 일으킨 것으로 돌렸다.  1943년 인종 차별이 거의 존재하지 않는 것을 완화하는 진전으로 랜돌프는 다시 또다른 행진을 위협하기 시작하였다.  그는 의회가 조치를 시행하는 데 더욱 안정적인 자금 제공과 더욱 큰 권위와 함께 공평 고용 관행 위원회를 영구적 대리 기관으로 만들기를 원하였다.
1944년 대통령 선거 캠페인이 접근하면서 루스벨트는 아직 공푱 고용 관행 위원회에 자신의 개인적 성원을 주지 않았다.  남부 민주당원들은 그가 너무 멀리 간 것에 화가 났다.  랜돌프를 포함한 미국의 흑인들은 루스벨트가 자신이 국가의 지도자일 것보다 훨씬 덜 지지적이었다는 것을 믿었다.  문제를 해결하는 데 1943년 11월 4일 루스벨트는 공평 고용 관행 위원회를 위한 강력한 지지를 표명하여 그 결정들이 필수적이었던 것을 주장하였다.
그럼에 불구하고 화이트와 다른이들과 더불어 랜돌프는 압박을 계속하였다.  그들은 영구적인 공평 고용 관행 위원회를 창조하는 입법을 요구한 큰 신문의 광고를 서명하였다.  흑인 지도자들은 제임스 F. 번스를 루스벨트의 부통령 러닝메이트가 되는 것으로부터 막을 수 있었다.  루스벨트는 자신이 다시 한번 받았던 아프리카계 미국인 투표로 부분적으로 빚진 4번째 기간으로 전례 없는 재선을 이겼다.

## 지속적인 영향력

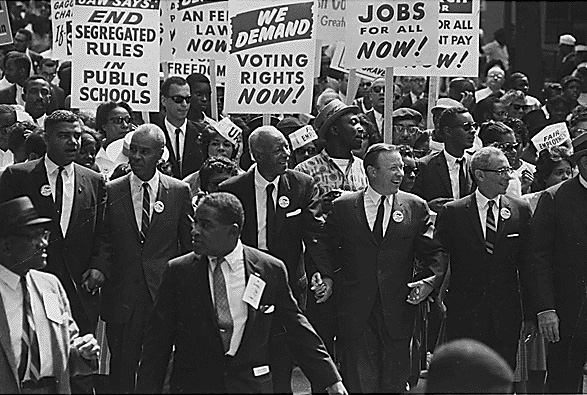
1963년 워싱턴 행진에서

전쟁에 이어 랜돌프는 군대에서 인종적 분리를 끝내는 데 다시 압박하였다.  그는 군사 분리 반대 비폭력 시민 불복종 연맹 (The League for Nonviolent Civil Disobedience Against Military Segregation)을 형성하였다.
1948년 대통령 선거에서 흑인들의 투표가 필요했던 해리 S. 트루먼 대통령은 1948년 7월 군사에서 인종적 분리를 끝내는 대통령 주문에 서명하였다.  그것은 랜돌프를 위하여 또다른 주요 승리를 기록하였다.
1955년 미국노동연맹은 반숙련 공장 근로자들로 구성된 국가 조합 기구인 산업 기구 회의 (The Congress of Industrial Organizations)과 합쳤다.  랜돌프는 새로운 AFL-CIO 집행위원회에 2명의 흑인들 중의 하나였다.
1960년대까지 랜돌프는 흑인의 미국의 연장자 정치인으로서 넓게 인정을 받았다.  제2차 세계 대전을 통하여 랜돌프는 이후에 마틴 루터 킹 주니어에 의하여 이끌어진 1950년대와 1960년대의 흑인 민권 운동를 위한 물결을 닦았다.  74세의 나이에 랜돌프의 가장 큰 순간들 중의 하나가 1963년 8월 28일에 왔다.  그는 수만명의 흑인과 백인들이 참가하여 인종 차별에 종말을 추구한 것에 워싱턴 행진의 국장이었다.  링컨 기념관의 계단에서 랜돌프는 자신의 마지막 주요 연설을 하였다.  그는 서사시적 "〈I have a dream〉" 민권 운동 연설을 한 킹 목사에 의하여 지휘대에서 따라졌다.  1941년에서와 같이 존 F. 케네디 대통령은 이벤트를 취소하는 데 랜돌프를 설득하려고 했다.  행진이 있기 3개월 전에 랜돌프의 부인이 사망했어도 랜돌프는 행진이 계속 되어야 한다고 결정하였다.
많은 진전이 워싱턴 D. C.에 역사적 행진 후에 이루어졌다.  AFL-CIO는 민권 운동의 호의에 강력한 국가적 입장을 취하였고 직장에서 인종 차별을 금지하는 입법을 위하여 영향력을 행사하였다.  1964년 의회는 공공 장소들에서 인종 차별을 금지하는 랜드마크 공민권법을 통과시켰다.  또한 그해 랜돌프는 노동 문제를 해결하고, 노동 조직과 민권 단체들 사이에 관계를 유지하는 데 A. 필립 랜돌프 학회를 설립하였다.
1968년 랜돌프는 자신의 할렘 아파트 저택 외부에서 강도를 당하고 매를 맞았다.  그 후에 그의 건강이 쇠퇴하여 형제단의 회장으로서 그리고 다른 노동 위치들로부터 그를 사임하는 데 이끌었다.  1971년 하버드 대학교는 랜돌프에게 명예 학위를 수여하였다.  1979년 5월 16일 뉴욕의 저택에서 90세의 나이로 사망하였다.  랜돌프는 흑백인 둘다에 의하여 성실성이 뛰어난 남성으로서 기억되었다.  1989년 미국 우정청은 그의 모습을 자랑한 흑인 유산의 달 우표를 발행하였다.

## 수상과 영예

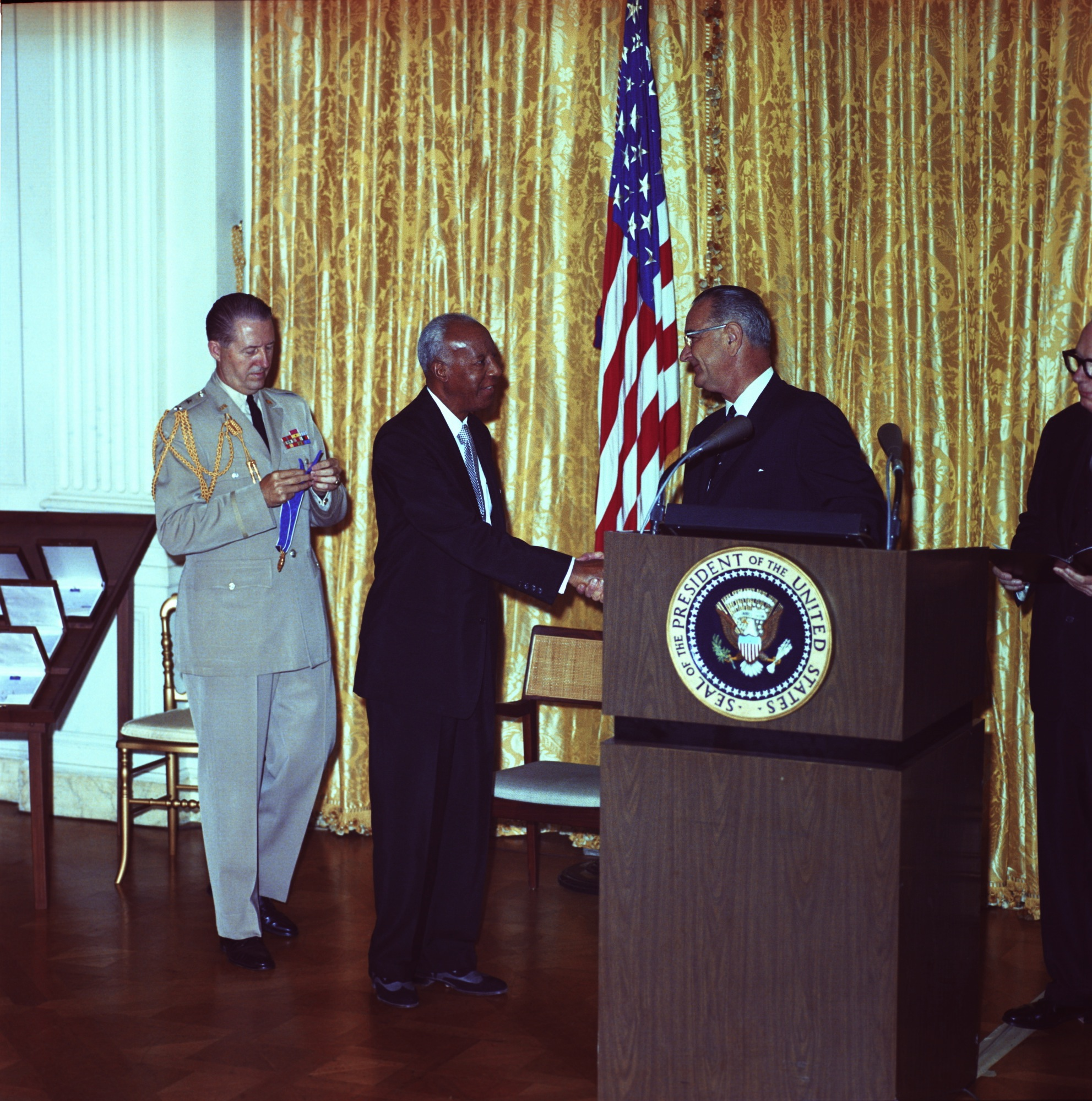
린든 B. 존슨 대통령으로부터 대통령 자유 훈장을 받는 랜돌프 (1964년)

- 전미 흑인 지위 향상 협회로부터 스핑건 훈장 (1942년)
- 세계 엘크 개선 자비 보호 명령으로부터 "인권의 대의를 발전시키고 니그로 국민들의 자유를 위하여 일해야 할 미국인"으로서 일라이저 P. 러브초이 훈장 (1953년)
- 린든 B. 존슨 대통령으로부터 대통령 자유 훈장 (1964년)
- 유진 V. 데브스 상 (1967년)
- 미국 인본주의 협회에 의하여 "올해의 인도주의자" 선정 (1970년)
- 애덤 클레이턴 파월 상의 취임 수혜자 (1972년)
- 플로리다주 인권 명예의 전당 (2014년)